# Filmographie d'Alberto Sordi

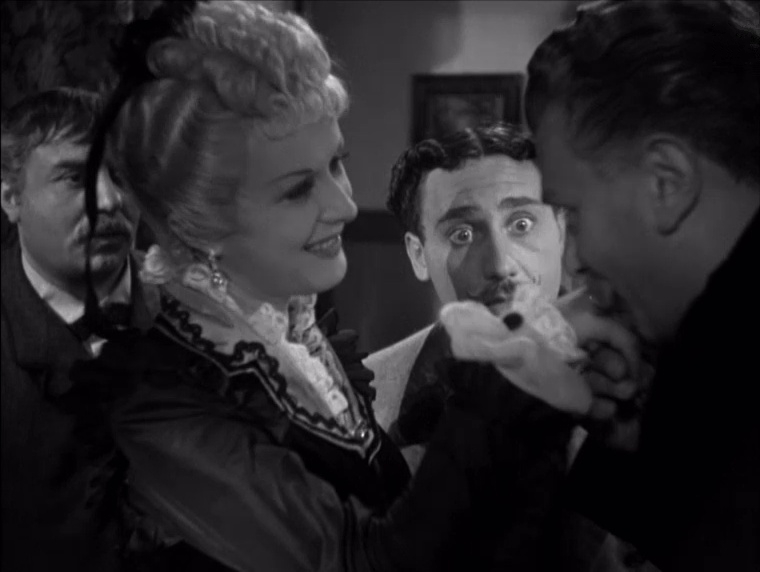
Dans Les Ennuis de Monsieur Travet (1945).

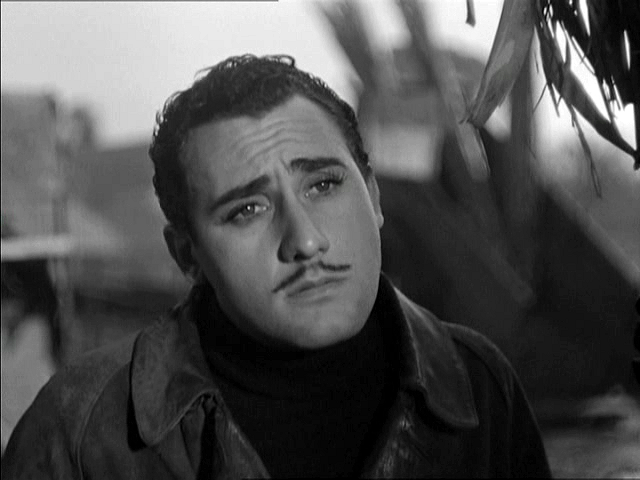
Dans Sous le soleil de Rome (1948).

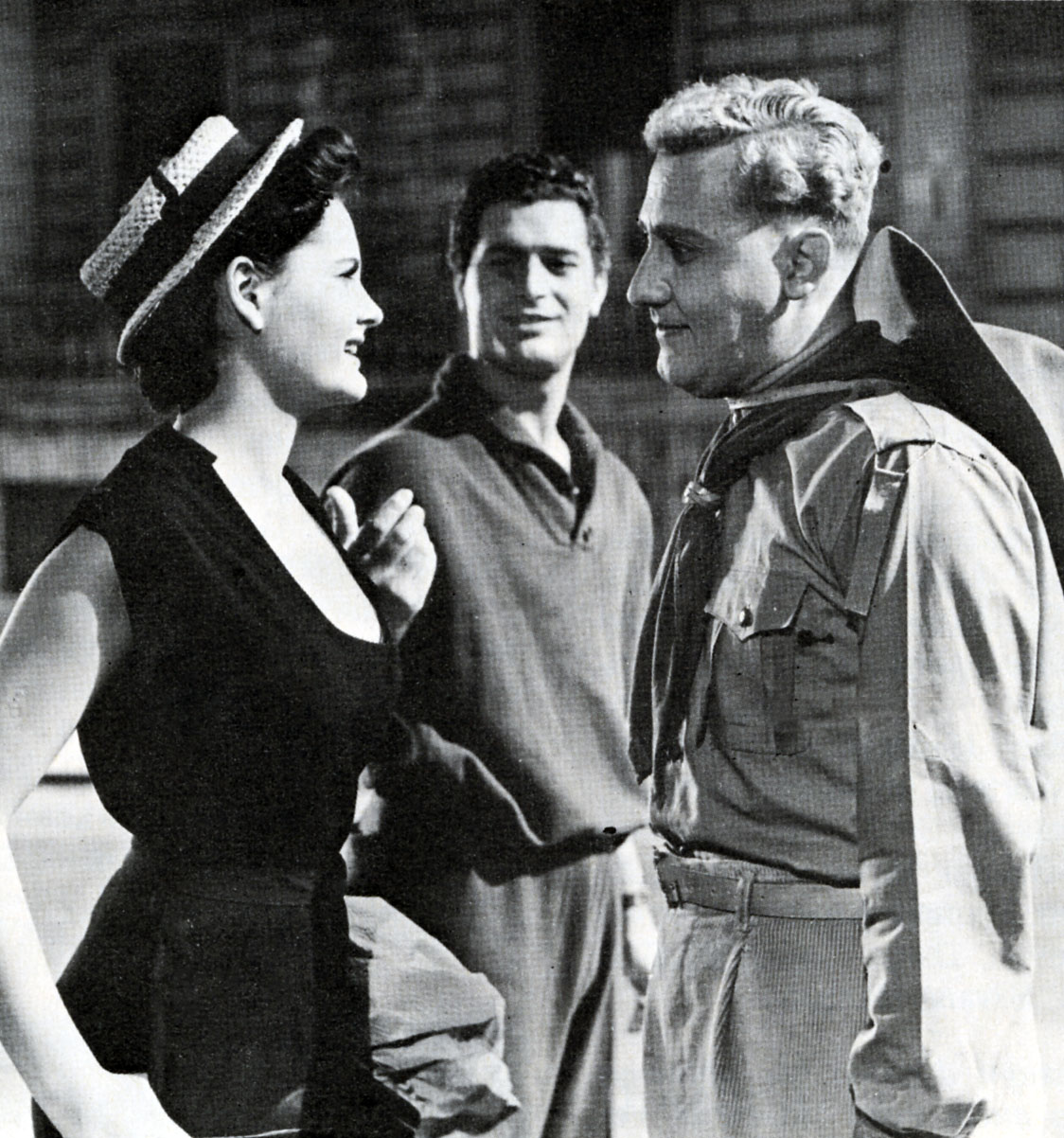
Avec Giovanna Pala et Carlo Giustini dans Mamma mia che impressione! (1951).

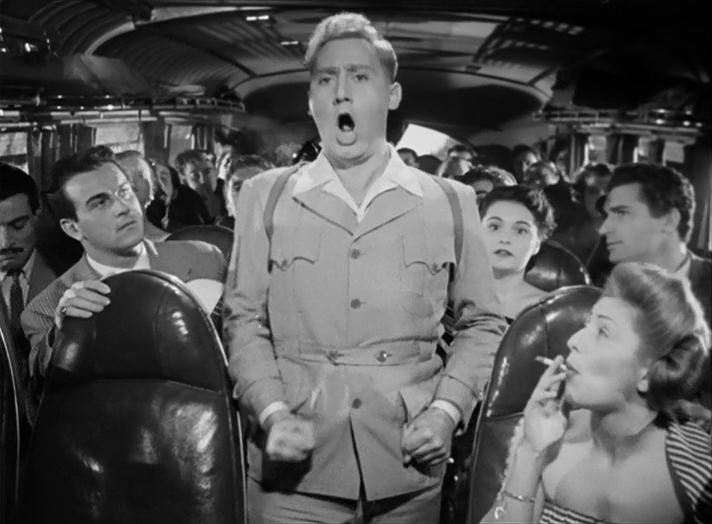
Dans Mamma mia che impressione! (1951).

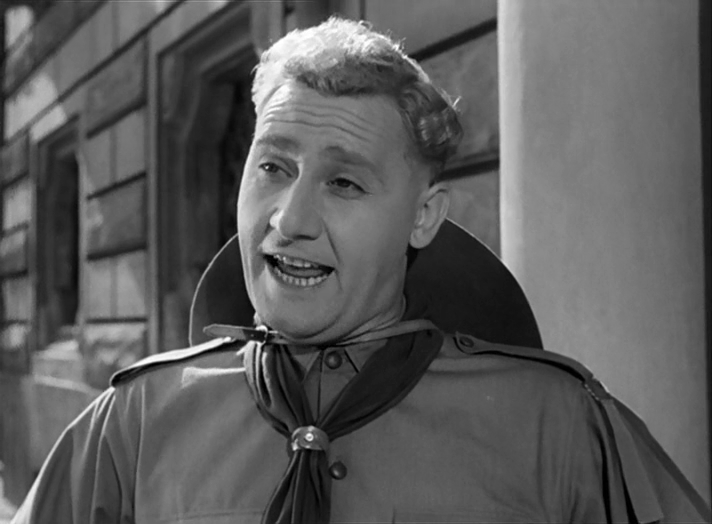
Dans Mamma mia che impressione! (1951).

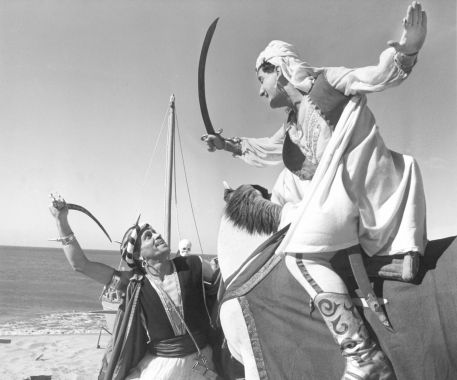
Dans Le Cheik blanc (1952).

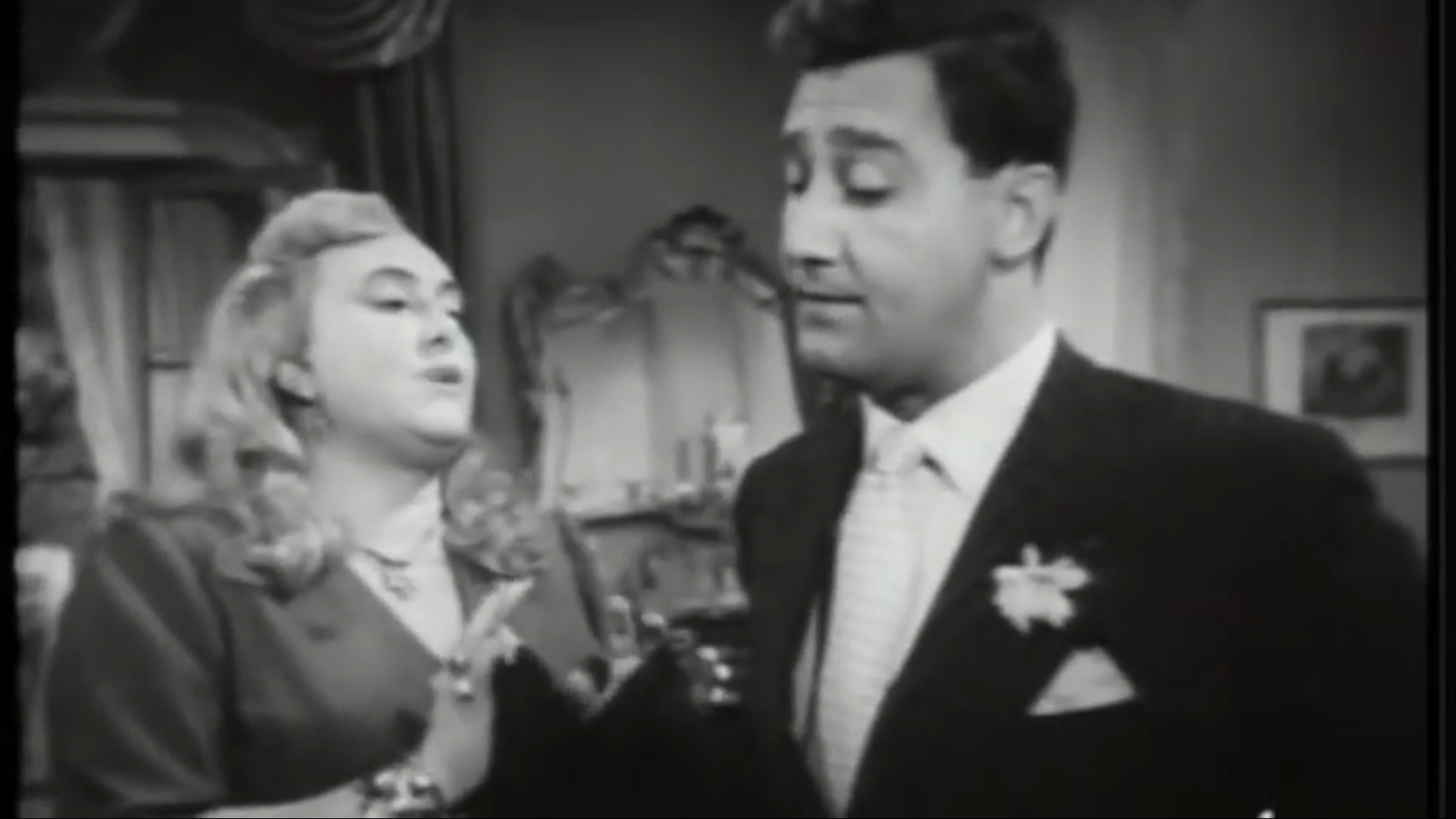
Avec Ave Ninchi dans È arrivato l'accordatore (1952).

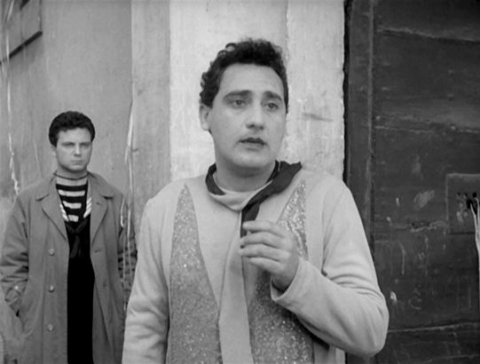
Dans Les Vitelloni (1952).

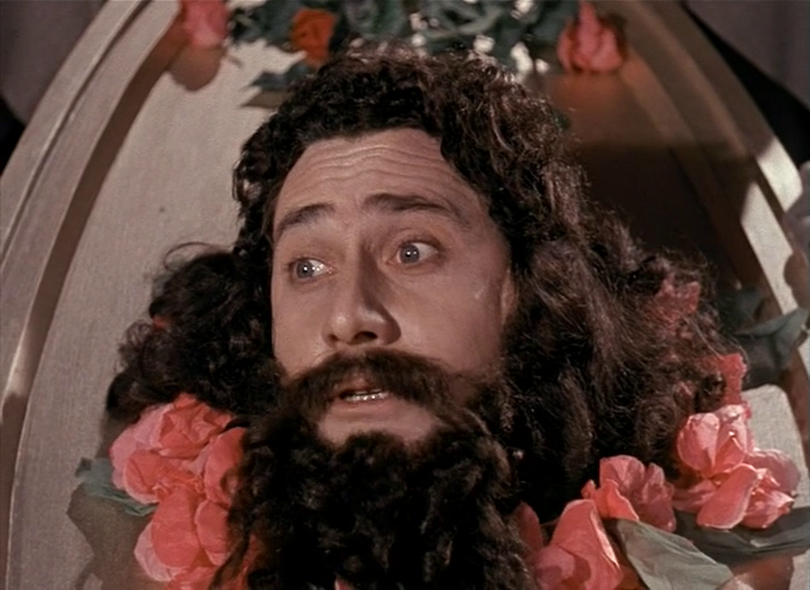
Dans Amours d'une moitié de siècle (1954).

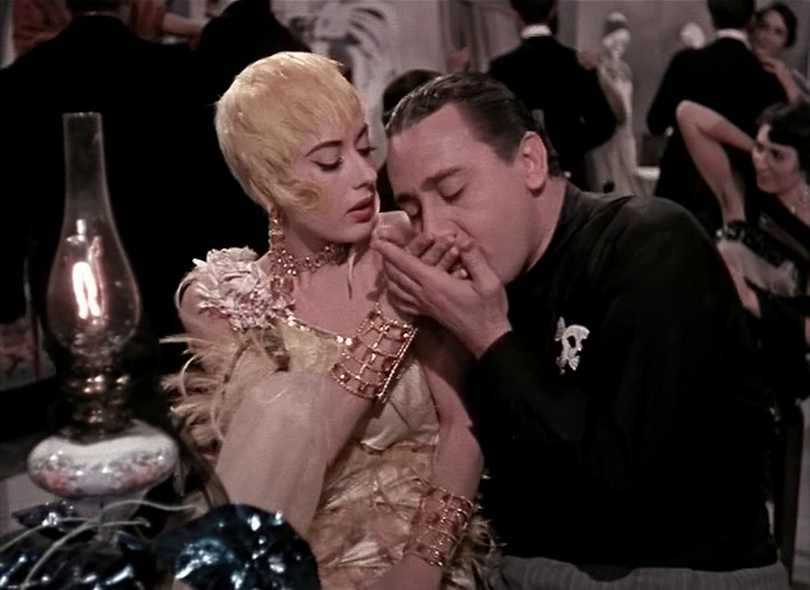
Avec Alba Arnova dans Amours d'une moitié de siècle (1954).

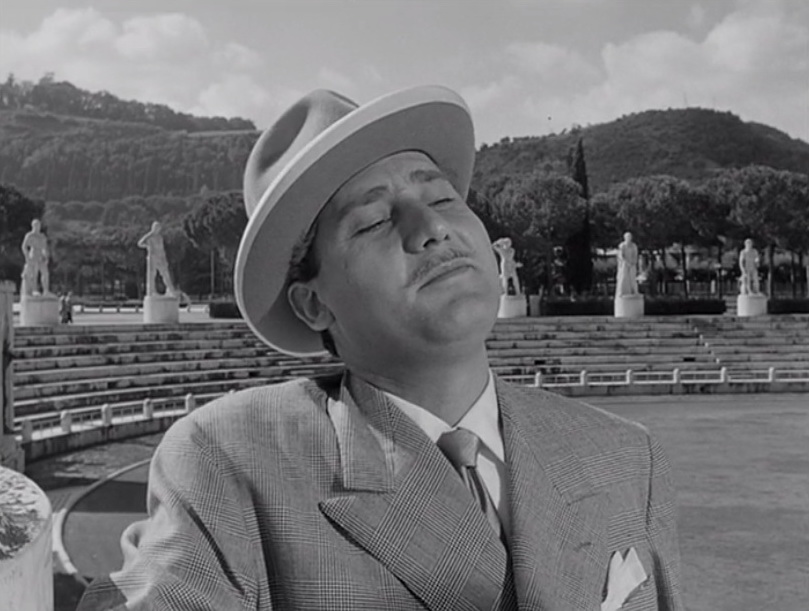
Dans L'Art de se débrouiller (1954).

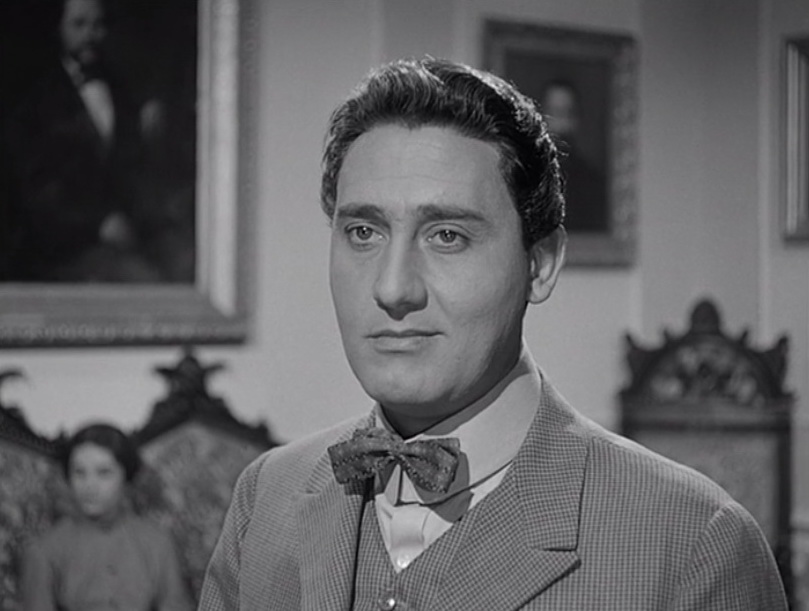
Dans L'Art de se débrouiller (1954).

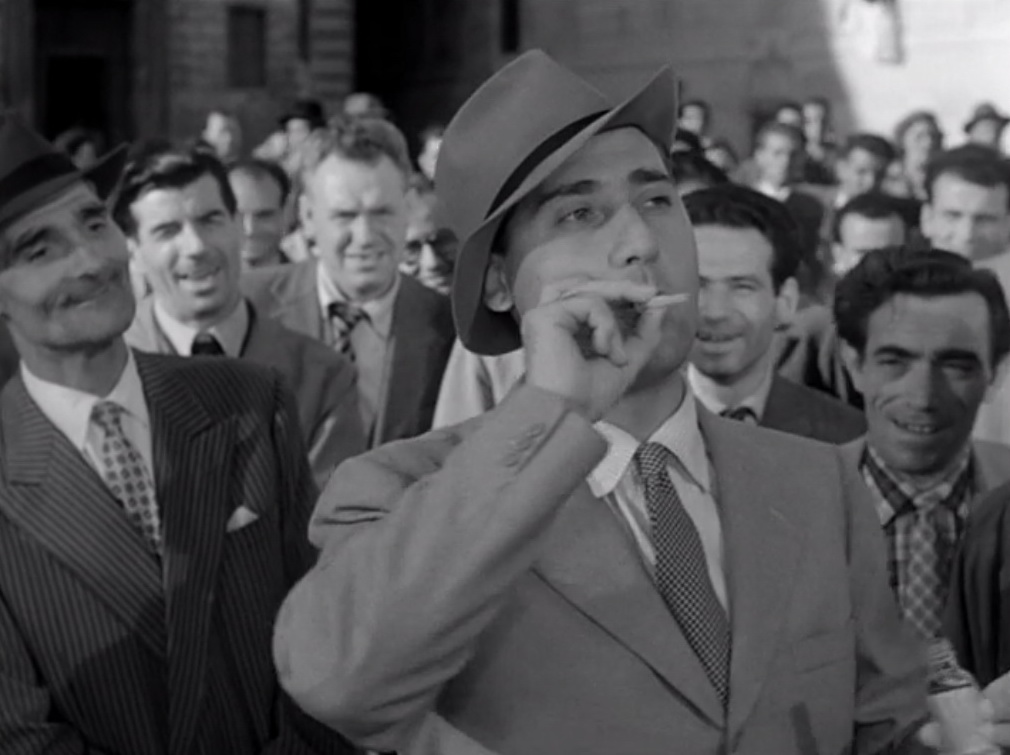
Dans Accadde al commissariato (1954).

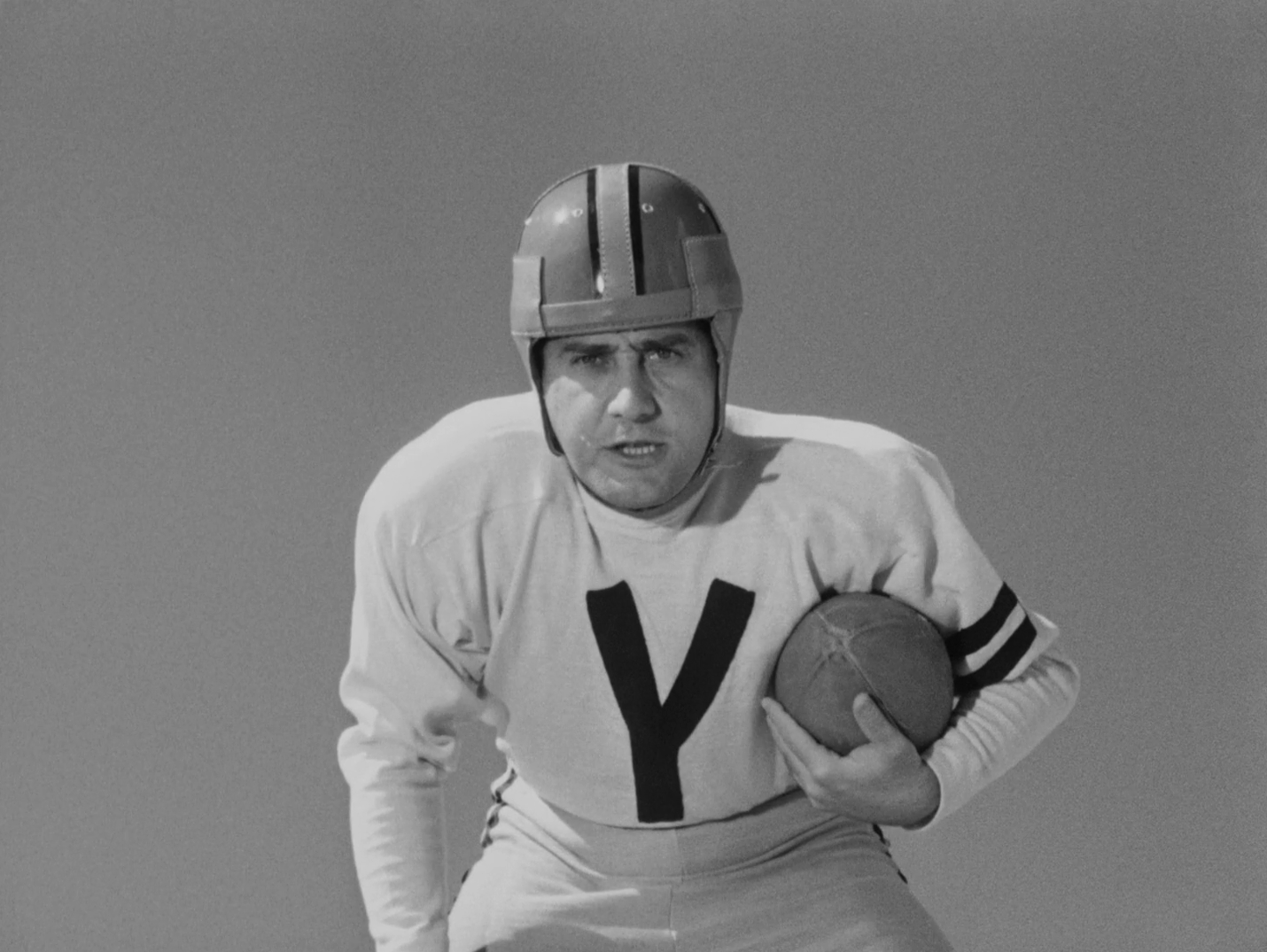
Dans Un Américain à Rome (1954).

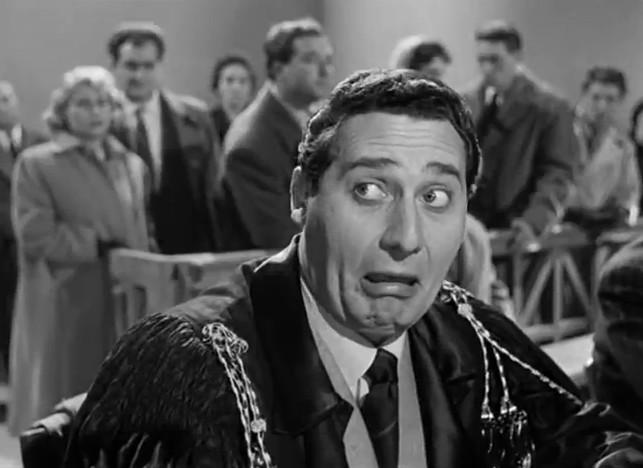
Dans Bonsoir Maître (1955).

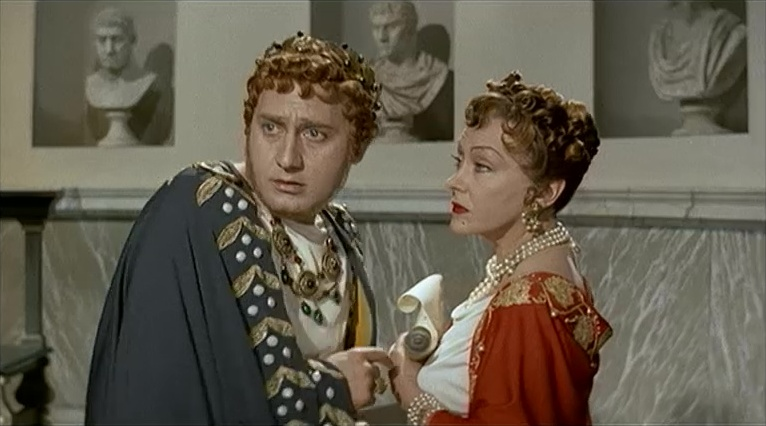
Avec Gloria Swanson dans Les Week-ends de Néron (1956).

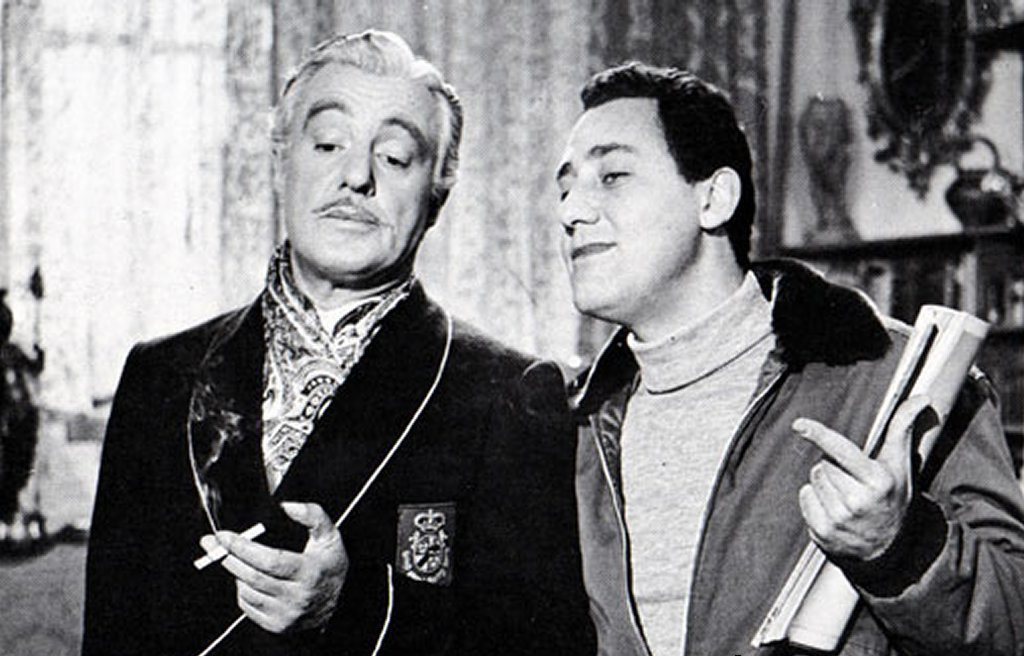
Avec Vittorio De Sica dans Madame, le Comte, la Bonne et moi (1957).

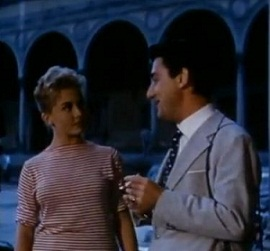
Avec Isabelle Corey dans Souvenirs d'Italie (1957).

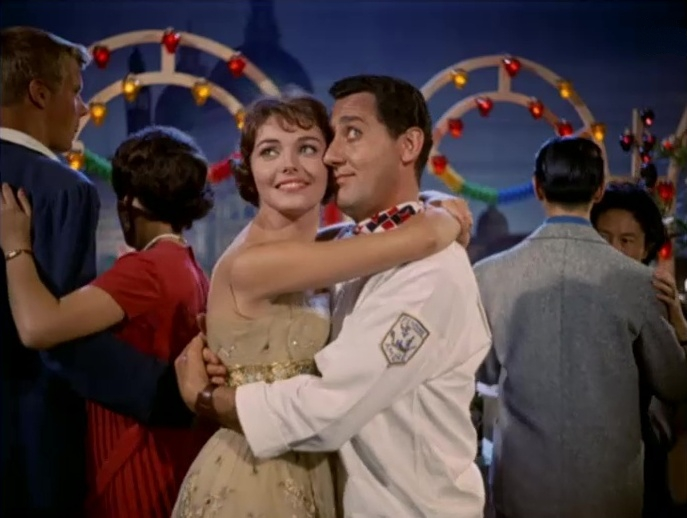
Avec Ingeborg Schöner dans Venise, la Lune et toi (1958).

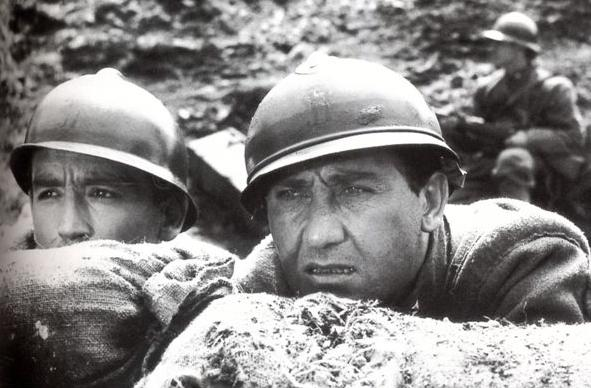
Dans La Grande Guerre (1959).

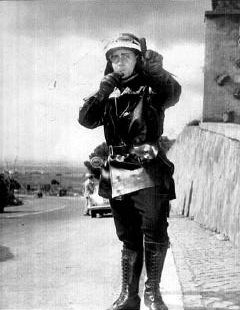
Dans L'Agent (1960).

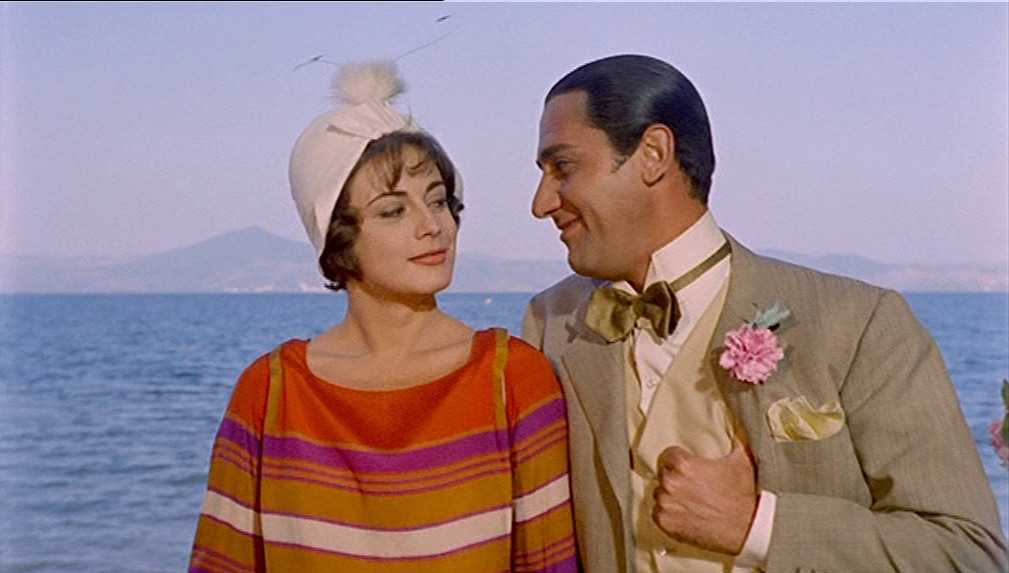
Avec Anna Maria Ferrero dans Gastone (1960).

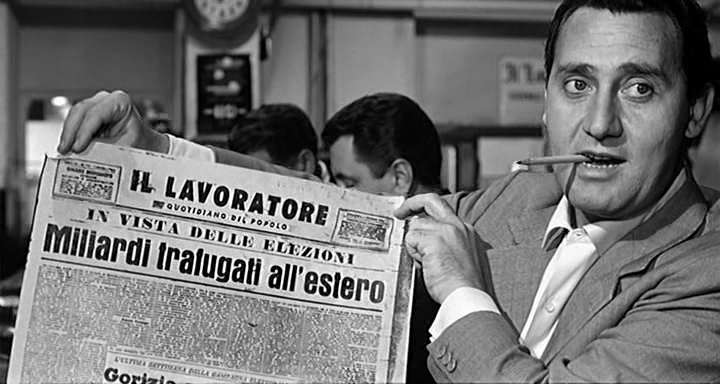
Dans Une vie difficile (1961).

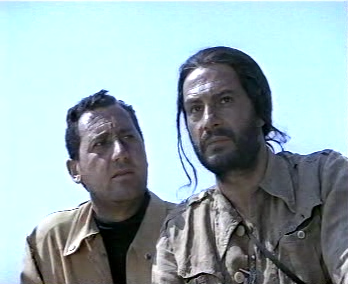
Avec Nino Manfredi dans Nos héros réussiront-ils à retrouver leur ami mystérieusement disparu en Afrique ? (1968).

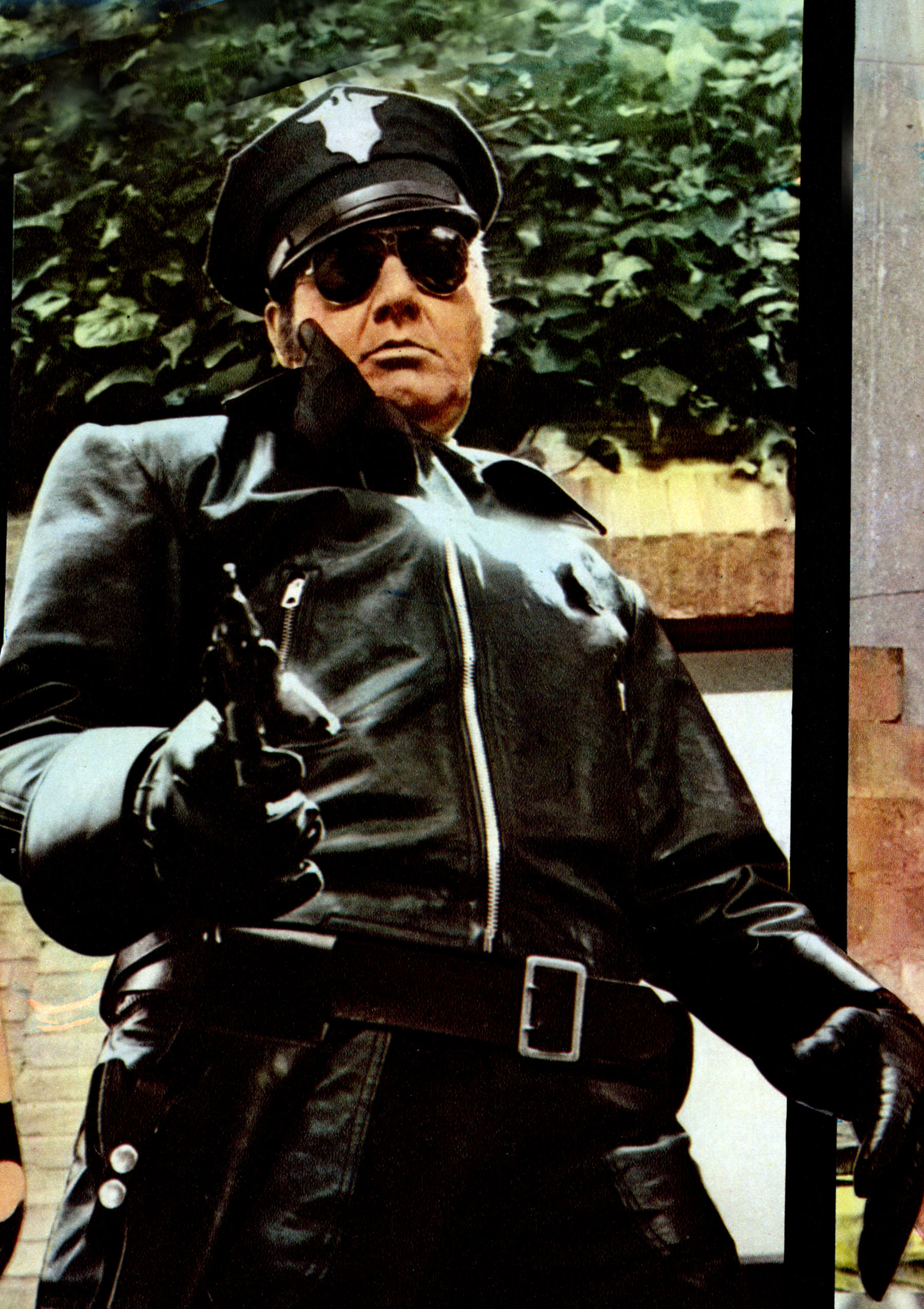
Dans Di che segno sei? (1975).

La filmographie d'Alberto Sordi (1920-2003) consiste en environ 155 films en tant qu'acteur et 19 films en tant que réalisateur,,.

## Acteur

### Années 1930
- 1937 : Scipion l'Africain (Scipione l'Africano) de Carmine Gallone : un soldat
- 1937 : Le Féroce Saladin (Il feroce Saladino) de Mario Bonnard : l'homme caché sous le costume du lion
- 1938 : Tarakanowa (La principessa Tarakanova) de Mario Soldati : un étudiant (version italienne)
- 1939 : La notte delle beffe de Carlo Campogalliani : Bentivoglio

### Années 1940
- 1940 : Cuori nella tormenta de Carlo Campogalliani : Giulio Ferri
- 1941 : L'Archange au masque noir (Il bravo di Venezia) de Carlo Campogalliani
- 1942 : Le signorine della villa accanto (it) de Gian Paolo Rosmino : un jeune homme invité au bal
- 1942 : Giarabub (it) de Goffredo Alessandrini : Lieutenant Sordi
- 1942 : I tre aquilotti de Mario Mattoli : Filippo Nardini
- 1942 : La signorina de László Kiss : Nino
- 1942 : Casanova farebbe così! (it) de Carlo Ludovico Bragaglia : un joueur de billard
- 1943 : Sant'Elena, piccola isola d’Umberto Scarpelli et Renato Simoni : capitaine Popleton
- 1944 : Tre ragazze cercano marito (it) de Duilio Coletti : Giulio
- 1944 : Circo equestre Za-bum, épisode Galop finale al circo de Mario Mattoli
- 1945 : Chi l'ha visto? de Goffredo Alessandrini : un plombier
- 1945 : L'Innocent Casimir (L'innocente Casimiro) de Carlo Campogalliani : Guido Corra
- 1945 : Les Ennuis de Monsieur Travet (Le miserie del signor Travet) de Mario Soldati : Camillo Barbarotti
- 1947 : Il vento m'ha cantato una canzone de Camillo Mastrocinque Paolo
- 1947 : Le Crime de Giovanni Episcopo (Il delitto di Giovanni Episcopo) d'Alberto Lattuada : Doberti
- 1947 : Le Passeur (Il Passatore) de Duilio Coletti : le brigand Inannamorato
- 1948 : Sous le soleil de Rome (Sotto il sole di Roma) de Renato Castellani : Fernando
- 1948 : Che tempi! de Giorgio Bianchi : Manuel Aguirre
- 1948 : Dieci minuti con i doppiatori de Gaetano Amata — court-métrage

### Années 1950
- 1950 : Sa Majesté monsieur Dupont (Prima comunione) d'Alessandro Blasetti: narrateur
- 1951 : Cameriera bella presenza offresi... de Giorgio Pàstina : Donato
- 1951 : Mamma mia che impressione! de Roberto Savarese : Alberto
- 1951 : Totò e i re di Roma de Steno et Mario Monicelli : l'instituteur
- 1952 : Le Cheik blanc ou Courrier du cœur (Lo sceicco bianco) de Federico Fellini : Fernando Rivoli / le Cheik blanc
- 1952 : Jeunesse (Giovinezza) de Giorgio Pàstina : Alberto
- 1952 : È arrivato l'accordatore de Duilio Coletti : l'avocat Adolfo
- 1952 : Viva il cinema! de Giorgio Baldaccini et Enzo Trapani : narrateur
- 1953 : Pattes de velours (L'incantevelo nemica) de Claudio Gora
- 1953 : Les Vitelloni (I vitelloni) de Federico Fellini : Alberto
- 1953 : Canzoni, canzoni, canzoni épisode Io cerco la Titina de Domenico Paolella : Alberto
- 1953 : Une fille formidable (Ci troviamo in galleria) de Mauro Bolognini : lui-même
- 1953 : Les Gaîtés de la correctionnelle (Un giorno in pretura) de Steno : Nando Mericoni
- 1953 : Deux Nuits avec Cléopâtre (Due notti con Cleopatra) de Mario Mattoli : Cesarino
- 1954 : Amours d'une moitié de siècle (Amori di mezzo secolo) épisode Dopoguerra 1920 de Mario Chiari : Alberto
- 1954 : Il matrimonio d'Antonio Petrucci : Ivan Vassilievitch Lomov
- 1954 : Gran varietà épisode Fregoli de Domenico Paolella : Fregoli le transformiste
- 1954 : Quelques pas dans la vie (Tempi nostri), segment Scusi, ma... d'Alessandro Blasetti : l'amant
- 1954 : Allegro squadrone de Paolo Moffa : le soldat Vergisson
- 1954 : Accadde al commissariato de Giorgio Simonelli : Albert Tadini
- 1954 : Une Parisienne à Rome (Una parigina a Roma) d'Erich Kobler (de) : Alberto Lucetti
- 1954 : Un Américain à Rome (Un americano a Roma) de Steno : Nando Moriconi
- 1954 : Tripoli, bel suol d'amore de Ferruccio Cerio : Alberto
- 1954 : L'Assassin de la rue Paradis ou Monsieur Arthur, vierge et martyr (Lo scocciatore: Via Padova 46) de Giorgio Bianchi : Gianrico
- 1954 : Le Séducteur (Il seduttore) de Franco Rossi : Albert Ranieri
- 1954 : L'Art de se débrouiller (L'arte di arrangiarsi) de Luigi Zampa : Rosario Scimoni, dit « Sasà »
- 1955 : Le Signe de Vénus (Il segno di Venere) de Dino Risi : Romolo Proietti
- 1955 : Bonsoir Maître (Buonanotte... avvocato!) de Giorgio Bianchi : Alberto Santi, avocat
- 1955 : La Belle de Rome (La bella di Roma) de Luigi Comencini : Gracco
- 1955 : Accadde al penitenziario (it) de Giorgio Bianchi : Giulio Parmitoni
- 1955 : I pinguini ci guardano de Guido Leoni : voix
- 1955 : Bravissimo de Luigi Filippo D'Amico : Ubaldo Impallato
- 1955 : I pappagalli (it) de Bruno Paolinelli : Alberto Tanzi
- 1955 : Le Célibataire (Lo scapolo) d'Antonio Pietrangeli : Paolo Anselmi
- 1955 : Piccola posta de Steno : Rodolfo Vanzino
- 1955 : La storia di Alberto Sordi, documentaire de Manfredo Matteoli : lui-même
- 1955 : Un héros de notre temps (Un eroe dei nostri tempi) de Mario Monicelli : Alberto Menichetti
- 1956 : Faccia da mascalzone (it) de Raffaele Andreassi
- 1956 : Guardia, guardia scelta, brigadiere e maresciallo de Mauro Bolognini : Alberto Randolfi
- 1956 : Les Week-ends de Néron (Mio figlio Nerone) de Steno : Néron
- 1956 : Sous le ciel de Provence (Era di venerdi 17) de Mario Soldati : Mario, le chauffeur de car
- 1956 : Mi permette, babbo! de Mario Bonnard : Rodolfo Nardi
- 1957 : Arrivano i dollari! de Mario Costa : Alfonso Pasti
- 1957 : Souvenirs d'Italie (Souvenir d'Italie) d'Antonio Pietrangeli : Sergio Battistini
- 1957 : Madame, le Comte, la Bonne et moi (Il conte Max) de Giorgio Bianchi : Alberto Boccetti
- 1957 : Le Médecin et le Sorcier (Il medico e lo stregone) de Mario Monicelli : Corrado
- 1957 : L'Adieu aux armes (A Farewell to Arms) de Charles Vidor : père Galli
- 1958 : Il marito de Nanni Loy et Gianni Puccini : Alberto Mariani
- 1958 : Voleur et Voleuse (Ladro lui, ladra lei) de Luigi Zampa : Cencio
- 1958 : Le Septième Ciel (La vedova elettrica) de Raymond Bernard : Xavier Laurentis
- 1958 : Fortunella d'Eduardo De Filippo : Peppino
- 1958 : Domenica è sempre domenica de Camillo Mastrocinque : Alberto Carboni
- 1958 : Venise, la Lune et toi (Venezia, la luna e tu) de Dino Risi : Bepi
- 1958 : Femmes d'un été (Raconti d'estate) de Gianni Franciolini : Aristarco Battistini
- 1959 : L'Enfer dans la ville (Nella città l'inferno) de Renato Castellani : Antonio Zampi, dit « Adone »
- 1959 : Polycarpe, maître calligraphe (Policarpo, ufficiale di scrittura) de Mario Soldati : le marchand ambulant de parapluies
- 1959 : Oh ! Qué mambo (Il giovane leone) de John Berry : Nando
- 1959 : Brèves Amours (Vacanze d'inverno) de Camillo Mastrocinque et Giuliano Carnimeo : Roger Moretti
- 1959 : Le Moraliste (Il moralista) de Giorgio Bianchi : Agostino
- 1959 : Le Miroir aux alouettes (Costa Azzurra) de Vittorio Sala : Alberto
- 1959 : La Grande Guerre (La grande guerra) de Mario Monicelli : Oreste Jacovacci
- 1959 : Profession Magliari (I magliari) de Francesco Rosi : Totonno
- 1959 : Le Veuf (Il vedovo) de Dino Risi : Alberto Nardi
- 1959 : Brevi amori a Palma di Majorca de Giorgio Bianchi : Anselmo Pandolfini

### Années 1960
- 1960 : La Grande Pagaille (Tutti a casa) de Luigi Comencini : Lieutenant Alberto Innocenzi
- 1960 : L'Agent (Il vigile) de Luigi Zampa : Otello Celletti
- 1960 : Chacun son alibi (Crimen) de Mario Camerini : Alberto Franzetti
- 1960 : Gastone de Mario Bonnard : Gastone
- 1960 : Le Jugement dernier (Il giudizio universale) de Vittorio De Sica : le marchand d'enfants
- 1961 : Le Meilleur Ennemi (The Best of Enemies) de Guy Hamilton : capitaine Blasi
- 1961 : Une vie difficile (Una vita difficile) de Dino Risi : Silvio Magnozzi
- 1962 : Le Commissaire (Il commissario) de Luigi Comencini : Dante Lombardozzi
- 1962 : Mafioso ou L'Homme de la Mafia d'Alberto Lattuada : Antonio Badalamenti
- 1963 : L'Amour à la suédoise (Il diavolo) de Gian Luigi Polidoro : Amedeo Ferretti
- 1963 : Il boom de Vittorio De Sica : Giovanni Alberti
- 1963 : Il maestro di Vigevano d'Elio Petri : Mombelli
- 1964 : Ma femme (La mia signora) de Tinto Brass, Luigi Comencini et Mauro Bolognini
  - L'uccellino de Tinto Brass : le mari
  - L'automobile de Tinto Brass : le mari
  - Eritrea de Luigi Comencini : Sartoletti
  - I miei cari de Mauro Bolognini : Marco
  - Luciana de Mauro Bolognini : Marco
- 1964 : La Soucoupe volante (Il disco volante) de Tinto Brass : sergent Vincenzo Berruti / Marsicano / Don Giuseppe / comte Momi Crosara
- 1964 : Risate all'italiana de Camillo Mastrocinque et autres
- 1965 : Les Trois Visages (I tre volti), épisode Latin lover de Franco Indovina : Armando Tucci
- 1965 : Ces merveilleux fous volants dans leurs drôles de machines (Those Magnificent Men in their Flying Machines) de Ken Annakin : comte Emilio Ponticelli
- 1965 : Les Complexés (I complessi), épisode Guglielmo, il dentone de Luigi Filippo D'Amico : Guglielmo Bertone
- 1965 : Thrilling, épisode L'autostrada del sole de Carlo Lizzani : Fernando Boccetta
- 1965 : À l'italienne (Made in Italy), épisode La famiglia de Nanni Loy : Silvio
- 1966 : Nos maris (I nostri mariti), épisode Il marito di Roberta de Luigi Filippo D'Amico : Giovanni Lo Verso
- 1966 : Les Ogresses (Le fate), épisode L'Ogresse Marta (Fata Marta) d'Antonio Pietrangeli : Giovanni
- 1966 : Fumo di Londra de lui-même : Dante Fontana
- 1966 : Scusi, lei è favorevole o contrario? de lui-même : Tullio Conforti
- 1967 : Les Sorcières (Le streghe), épisode Sens civique (Senso civico) de Mauro Bolognini : Elio Ferocci
- 1967 : Un Italien en Amérique (Un italiano in America) de lui-même : Giuseppe Marossi
- 1968 : Nos héros réussiront-ils à retrouver leur ami mystérieusement disparu en Afrique ? (Riusciranno i nostri eroi a ritrovare l'amico misteriosamente scomparso in Africa?) d'Ettore Scola : Fausto Di Salvio
- 1968 : Le Gynéco de la mutuelle (Il medico della mutua) de Luigi Zampa : Guido Tersilli
- 1969 : Les Conspirateurs (Nell'anno del Signore) de Luigi Magni : le frère
- 1969 : Amore mio aiutami de lui-même: Giovanni Macchiavelli
- 1969 : Il prof. dott. Guido Tersilli primario della clinica Villa Celeste convenzionata con le mutue de Luciano Salce : Guido Tersilli

### Années 1970
- 1970 : Contestation générale (Contestazione generale), épisode Le prêtre de Luigi Zampa : Don Giuseppe Montanari
- 1970 : Drôles de couples
  - segment La camera de lui-même : Giacinto Colonna
  - segment Il leone de Vittorio De Sica : Antonio
- 1970 : Il presidente del Borgorosso Football Club de Luigi Filippo D'Amico : Benito Fornaciari / Libero Fornaciari
- 1971 : Détenu en attente de jugement (Detenuto in attesa di giudizio) de Nanni Loy : Giuseppe Di Noi
- 1971 : Bello, onesto, emigrato Australia sposerebbe compaesana illibata de Luigi Zampa : Amedeo Battipaglia
- 1972 : L'Argent de la vieille (Lo scopone scientifico) de Luigi Comencini : Peppino
- 1972 : La Plus Belle Soirée de ma vie (La più bella serata della mia vita) d'Ettore Scola : Alfredo Rossi
- 1972 : Fellini Roma (Roma) de Federico Fellini : lui-même
- 1973 : Anastasia mio fratello de Steno : Don Salvatore Anastasia
- 1973 : Poussière d'étoiles (Polvere di stelle) de lui-même : Mimmo Adami
- 1974 : Tant qu'il y a de la guerre, il y a de l'espoir (Finché c'è guerra c'è speranza) de lui-même : Pietro Chiocca
- 1975 : Di che segno sei?, épisode Il fuoco de Sergio Corbucci : Nando Moriconi
- 1976 : Un sorriso, uno schiaffo, un bacio in bocca (it) de Mario Morra  : lui-même
- 1976 : Pudeurs à l'italienne (Il comune senso del pudore) de lui-même : Giacinto Colonna
- 1976 : La Fiancée de l'évêque (Quelle strane occasioni), segment L'ascensore de Luigi Comencini : Ascanio La Costa
- 1977 : Un bourgeois tout petit petit (Un borghese piccolo piccolo) de Mario Monicelli : Giovanni Vivaldi
- 1978 : Les Nouveaux Monstres (I nuovi mostri)
  - segment Premiers soins (Pronto soccorso) de Mario Monicelli : le snob à la Rolls-Royce blanche
  - segment Comme une reine (Come una regina) d'Ettore Scola : le fils emmenant sa mère à l'asile
  - segment L'Éloge funèbre (L'elogio funebre) de Dino Risi : le comédien du cimetière
- 1978 : Où es-tu allé en vacances ? (Dove vai in vacanza?), segment Le vacanze intelligenti de lui-même : Remo Proietti
- 1978 : Le Témoin de Jean-Pierre Mocky : Antonio Berti
- 1979 : Le Grand Embouteillage (L'ingorgo) de Luigi Comencini : De Benedetti, avocat
- 1979 : Le Malade imaginaire (Il malato immaginario) de Tonino Cervi : Argante

### Années 1980
- 1980 : Moi et Catherine (Io e Caterina) de lui-même : Enrico Menotti
- 1981 : Le Marquis s'amuse (Il marchese del Grillo) de Mario Monicelli : Marquis Onofrio Del Grillo / Le carbonariste Gasperino
- 1981 : Je sais que tu sais (Io so che tu sai che io so) de lui-même : Fabio Bonetti
- 1982 : In viaggio con papà de lui-même : Armando Ferretti
- 1983 : I bersaglieri de Corrado Prisco (it) (court-métrage)
- 1983 : La vita comincia a... d'Ettore Scola (court-métrage)
- 1983 : Il tassinaro de lui-même : Pietro Marchetti
- 1984 : Bertoldo, Bertoldino e Cacasenno de Mario Monicelli : Frère Cipolla
- 1984 : Omaggio a Fellini de Gianfranco Angelucci (de)
- 1984 : Tutti dentro de lui-même  : le juge Annibale Salvemini
- 1985 : Sono un fenomeno paranormale de Sergio Corbucci : Roberto Razzi
- 1986 : Troppo forte de Carlo Verdone : Giangiacomo Pigna Corelli in Selci
- 1987 : Un tassinaro a New York de lui-même : Pietro Marchetti
- 1988 : Les Deux Fanfarons (Una botta di vita) d'Enrico Oldoini : Elvio Battistini
- 1989 : I promessi sposi (it) de Salvatore Nocita : Don Abbondio

### Années 1990
- 1990 : L'Avare (L'avaro) de Tonino Cervi : Harpagon
- 1990 : Au nom du peuple souverain (Il nome del popolo scorano) de Luigi Magni : Marquis Arquati
- 1991 : Vacanze di Natale '91 d'Enrico Oldoini : Sabino
- 1992 : Assolto per aver commesso il fatto de lui-même : Emilio Garrone
- 1993 : Nestore, l'ultima corsa de lui-même : Gaetano Bernardini
- 1995 : Le Roman d'un jeune homme pauvre (Romanzo di un giovane povero) d'Ettore Scola : M. Bartoloni
- 1998 : Incontri proibiti de lui-même : Armando Andreoli

### Films biographiques posthumes
- 2007 : Prima di essere Albertone de Massimo Ferrari
- 2008 : Siamo tutti napoletani de multiples réalisateurs
- 2008 : Mina - Gli anni Rai de multiples réalisateurs
- 2009 : Vittorio D. de Mario Canale et Annarosa Morri
- 2013 : Alberto il grande de Carlo et Luca Verdone
- 2013 : Che strano chiamarsi Federico de Ettore Scola
- 2020 : Siamo tutti Alberto Sordi? de Fabrizio Corallo
- 2020 : Permette? Alberto Sordi de Luca Manfredi
- 2020 : Magnifico testimone, retransmis sur Canale 5
- 2020 : Alberto Sordi - Un italiano come noi, retransmis sur Rai 1

## Réalisateur
- 1966 : Fumo di Londra
- 1966 : Scusi, lei è favorevole o contrario?
- 1967 : Un Italien en Amérique (Un italiano in America)
- 1969 : Amore mio aiutami
- 1970 : Drôles de couples épisode : La camera
- 1973 : Poussière d'étoiles (Polvere di stelle)
- 1974 : Tant qu'il y a de la guerre, il y a de l'espoir (Finché c'è guerra c'è speranza)
- 1976 : Pudeurs à l'italienne (Il comune senso del pudore)
- 1978 : Où es-tu allé en vacances ? (Dove vai in vacanza?), épisode : Le vacanze intelligenti
- 1979 : Storia di un italiano (it)
- 1980 : Moi et Catherine (Io e Caterina)
- 1981 : Je sais que tu sais (Io so che tu sai che io so)
- 1982 : In viaggio con papà
- 1983 : Il tassinaro
- 1984 : Tutti dentro
- 1987 : Un tassinaro a New York
- 1992 : Assolto per aver commesso il fatto
- 1993 : Nestore, l'ultima corsa
- 1998 : Incontri proibiti

## Scénariste
- 1951 : Mamma mia che impressione! de Roberto Savarese
- 1954 : Les Gaîtés de la correctionnelle (Un giorno in pretura) de Steno
- 1954 : Un Américain à Rome (Un americano a Roma) de Steno
- 1955 : Bonsoir Maître (Buonanotte... avvocato!) de Giorgio Bianchi
- 1957 : Madame, le Comte, la Bonne et moi (Il conte Max) de Giorgio Bianchi
- 1957 : Il marito de Nanni Loy, Fernando Palacios et Gianni Puccini
- 1958 : Ladro lui, ladra lei de Luigi Zampa
- 1958 : Domenica è sempre domenica de Camillo Mastrocinque
- 1958 : Femmes d'un été (Racconti d'estate) de Gianni Franciolini
- 1965 : Les Trois Visages (I tre volti), segment Latin Lover de Franco Indovina
- 1965 : Les Complexés (I complessi), segment Guillaume « Dents longues » (Guglielmo il dentone) de Luigi Filippo D'Amico
- 1968 : Le Gynéco de la mutuelle (Il medico della mutua) de Luigi Zampa
- 1969 : Il prof. dott. Guido Tersilli primario della clinica Villa Celeste convenzionata con le mutue de Luciano Salce
- 1970 : Il presidente del Borgorosso Football Club de Luigi Filippo D'Amico
- 1970 : Drôles de couples (Le coppie), segment La camera d'Alberto Sordi
- 1973 : Anastasia mio fratello de Steno
- 1975 : Di che segno sei? de Sergio Corbucci
- 1978 : Le Témoin de Jean-Pierre Mocky
- 1979 : Le Malade imaginaire (Il malato immaginario) de Tonino Cervi
- 1981 : Le Marquis s'amuse (Il marchese del Grillo) de Mario Monicelli
- 1985 : Sono un fenomeno paranormale de Sergio Corbucci
- 1986 : Troppo forte de Carlo Verdone
- 1988 : Les Deux Fanfarons (Una botta di vita) d'Enrico Oldoini
- 1990 : L'Avare (L'avaro) de Tonino Cervi
- 1991 : Vacanze di Natale '91 d'Enrico Oldoini